# Internationale Cricket-Saison 2004/05
Die internationale Cricket-Saison 2004/05 fand zwischen September 2004 und April 2005 statt. Als Wintersaison wurden vorwiegend Heimspiele der Mannschaften aus Südasien, der Karibik und Ozeanien ausgetragen. Die ausgetragenen Tests der internationalen Touren bildeten die Grundlage für die ICC Test Championship. Die ODIs bildeten den Grundstock für die ICC ODI Championship. Die Saison beinhaltete das erste internationale Twenty20-Spiel.

## Überblick

### Internationale Touren
| Beginn            | Heimteam    | Auswärtsteam | Resultate | Resultate | Resultate | Artikel |
| Beginn            | Heimteam    | Auswärtsteam | Test      | ODI       | Twenty20  | Artikel |
| ----------------- | ----------- | ------------ | --------- | --------- | --------- | ------- |
| 6. Oktober 2004   | Indien      | Australien   | 1–2 [4]   |           |           | Artikel |
| 19. Oktober 2004  | Bangladesch | Neuseeland   | 0–2 [2]   | 0–3 [3]   |           | Artikel |
| 20. Oktober 2004  | Pakistan    | Sri Lanka    | 1–1 [2]   |           |           | Artikel |
| 13. November 2005 | Indien      | Pakistan     |           | 0–1 [1]   |           | Artikel |
| 18. November 2004 | Australien  | Neuseeland   | 2–0 [2]   | 1–1 [3]   |           | Artikel |
| 20. November 2004 | Indien      | Südafrika    | 1–0 [2]   |           |           | Artikel |
| 28. November 2004 | Simbabwe    | England      |           | 0–4 [4]   |           | Artikel |
| 10. Dezember 2004 | Bangladesch | Indien       | 0–2 [2]   | 1–2 [3]   |           | Artikel |
| 16. Dezember 2004 | Australien  | Pakistan     | 3–0 [3]   |           |           | Artikel |
| 17. Dezember 2004 | Südafrika   | England      | 1–2 [5]   | 4–1 [7]   |           | Artikel |
| 26. Dezember 2004 | Neuseeland  | Sri Lanka    | 1–0 [2]   | 1–0 [1]   |           | Artikel |
| 6. Januar 2005    | Bangladesch | Simbabwe     | 1–0 [2]   | 3–2 [5]   |           | Artikel |
| 17. Februar 2005  | Neuseeland  | Australien   | 0–2 [3]   | 0–5 [5]   | 0–1 [1]   | Artikel |
| 25. Februar 2005  | Südafrika   | Simbabwe     | 2–0 [2]   | 3–0 [3]   |           | Artikel |
| 8. März 2005      | Indien      | Pakistan     | 1–1 [3]   | 2–4 [6]   |           | Artikel |
| 31. März 2005     | West Indies | Südafrika    | 0–2 [4]   | 0–5 [5]   |           | Artikel |

### Internationale Turniere
| Beginn             | Turnier                      | Land       |
| ------------------ | ---------------------------- | ---------- |
| 30. September 2004 | Paktel Cup 2004/05           | Pakistan   |
| 10. Januar 2005    | World Cricket Tsunami Appeal | Australien |
| 14. Januar 2005    | VB Series 2004/05            | Australien |

### Fortlaufende Turniere
| Dauer | Turnier                       |
| ----- | ----------------------------- |
| 2004  | ICC Intercontinental Cup 2004 |

### Internationale Touren (Frauen)
| Beginn            | Heimteam   | Auswärtsteam | Resultate | Artikel |
| Beginn            | Heimteam   | Auswärtsteam | WODI      | Artikel |
| ----------------- | ---------- | ------------ | --------- | ------- |
| 11. Dezember 2004 | Indien     | Australien   | 3–4 [7]   | Artikel |
| 10. März 2005     | Australien | Neuseeland   | 3–0 [3]   | Artikel |
| 13. März 2005     | Südafrika  | England      | 0–2 [2]   | Artikel |
| 5. April 2005     | Südafrika  | West Indies  | 1–2 [3]   | Artikel |

### Internationale Turniere (Frauen)
| Beginn        | Turnier                        | Land      |
| ------------- | ------------------------------ | --------- |
| 22. März 2005 | Women’s Cricket World Cup 2005 | Südafrika |

## Nationale Meisterschaften
Aufgeführt sind die nationalen Meisterschaften der Full Member des ICC.
| Land                                | First-Class                         | List A                                       | Twenty20                           |
| ----------------------------------- | ----------------------------------- | -------------------------------------------- | ---------------------------------- |
| Australien                          | Sheffield Shield 2004/05            | ING Cup 2004/05                              |                                    |
| Bangladesch                         | National Cricket League 2004/05     | IMT National Cricket League One-Day 2004/05  |                                    |
| Indien                              | Ranji Trophy 2004/05                | Ranji Trophy One Day 2004/05                 |                                    |
| Duleep Trophy 2004/05               | Deodhar Trophy 2004/05              |                                              |                                    |
| Irani Cup 2004/05                   | NKP Salve Challenger Trophy 2004/05 |                                              |                                    |
| Neuseeland                          | State Championship 2004/05          | State Shield 2004/05                         |                                    |
| Pakistan                            | Quaid-e-Azam Trophy 2004/05         | ABN-AMRO Cup 2004/05                         | ABN-AMRO Twenty20 Cup 2004/05      |
| ABN-AMRO Patron’s Trophy 2004/05    | ABN-AMRO Patron’s Cup 2004/05       |                                              |                                    |
| Simbabwe                            | Logan Cup 2004/05                   | Inter-Provincial One-Day Competition 2004/05 |                                    |
| Sri Lanka                           | Premier Championship 2004/05        | Premier Limited Overs Tournament 2004/05     | Twenty20 Cup (Sri Lanka) 2004/05   |
| Inter-Provincial Tournament 2004/05 |                                     |                                              |                                    |
| Südafrika                           | SuperSport Series 2004/05           | Standard Bank Cup 2004/05                    | Standard Bank Pro20 Series 2004/05 |
| UCB Provincial Cup 2004/05          | UCB Provincial Shield 2004/05       |                                              |                                    |
| West Indies                         | Carib Beer Cup 2004/05              | Regional One Day Tournament 2004/05          |                                    |